# Daniela Krejsová
Daniela Krejsová (* 14. Mai 1986) ist eine ehemalige slowakische Tennisspielerin.

## Karriere
Im Jahr 2002 gewann sie zusammen mit ihrer Partnerin Ann-Kathrin Gerk den Titel im Damendoppel beim J1 Berlin und debütierte beim ITF-$10.000-Turnier im spanischen Getxo auf dem ITF Women’s Circuit. Sie startete bei diesem Turnier in der Qualifikation, wo sie direkt in der ersten Runde an der Spanierin Nuria Sanchez-Garcia scheiterte. Nachdem sie im selben Jahr bei den Dorint Berlin Junior Open gemeinsam mit ihrer deutschen Partnerin den Doppelwettbewerb gewinnen konnte, startete sie kurz darauf beim ITF-$10.000-Turnier im spanischen Pontevedra und schaffte es sich über die Qualifikation für das Hauptfeld zu qualifizieren, wo sie aber direkt in der ersten Runde ausschied. Drei Jahre später starte sie beim ITF-$10.000-Turnier in Mostar. Während sie im Einzelwettbewerb direkt in der ersten Runde an der Italienerin Silvia Disderi scheiterte, erreichte sie mit ihrer Landsfrau Michaela Michálková im Doppel das Finale und konnten dort mit einem Sieg gegen ein belgisch-rumänisches Duo jeweils ihren ersten und einzigen ITF-Titel gewinnen. Im Jahr 2006 absolvierte sie beim ITF-$10.000-Turnier im kroatischen Zadar ihr letztes Turnier auf der ITF Women’s Circuit und schied bei diesem in der zweiten Runde der Qualifikation aus.

## Turniersiege

### Doppel
| Nr. | Datum    | Turnier | Kategorie   | Belag | Partnerin           | Finalgegnerinnen               | Ergebnis       |
| --- | -------- | ------- | ----------- | ----- | ------------------- | ------------------------------ | -------------- |
| 1.  | Mai 2005 | Mostar  | ITF $10.000 | Sand  | Michaela Michálková | Jessie de Vries Ágnes Szatmári | 6:75, 7:5, 6:1 |